# Eulenaios
Eulenaios is een geslacht van kreeftachtigen uit de klasse van de Malacostraca (hogere kreeftachtigen).

## Soort
- Eulenaios cometes (Walker, 1887)